# Wojciech Wojewoda
Wojciech Wojewoda (ur. 1892 w Zakrzowie, zm. 1970 w Warszawie) – kolejarz, działacz Polskiej Partii Socjalistycznej i Związku Zawodowego Kolejarzy, wojewoda pomorski (1945–1948).

## Życiorys
Urodził się 1 marca 1892 w miejscowości Zakrzów koło Wieliczki. Był synem Michała, robotnika i Marii z domu Ziobro. Jako sześcioletni chłopiec utracił ojca. Po ukończeniu szkoły powszechnej, zdany na własne siły, udał się do Ostrawsko-Karwińskiego Zagłębia Węglowego. W Ostrawie w 1911 r. ukończył szkołę wydziałową. Na życzenie osamotnionej matki powrócił do Krakowa i rozpoczął pracę na kolei. Początkowo był robotnikiem, a następnie do wybuchu I wojny światowej pracował w biurze zawiadowcy stacji w Krakowie.

### Działalność polityczna i zawodowa do 1939
Będąc od 1910 socjalistą prowadził ożywioną działalność społeczną i polityczną. W grudniu 1918 uczestniczył w pierwszym zjeździe Związku Zawodowego Kolejarzy. Wybrano go do Zarządu Głównego ZZK i powierzono mu stanowisko sekretarza (od 1927), a nstępnie wiceprezesa (1937–1939). W 1926 władze Związku Zawodowego Kolejarzy wspólnie z Centralnym Komitetem Wykonawczym PPS wysłały go na Pomorze, gdzie działał wśród kolejarzy w Tczewie, następnie w Bydgoszczy, Gdyni i Gdańsku (1927) oraz Jabłonowie Pomorskim (1928). W 1928 przeprowadził pierwszy w Polsce strajk marynarzy i robotników portowych o poprawę warunków pracy i płacy.
Po dojściu Hitlera do władzy w Niemczech, związki zawodowe na obszarze Wolnego Miasta Gdańska rozpoczęły działalność w podziemiu. Powierzono mu łączność między nimi a Międzynarodówką Transportową. W 1938 r. na kongresie w Luksemburgu wybrano go do Rady Międzynarodówki.

### Okupacja hitlerowska
Po najeździe Niemiec na Polskę we wrześniu 1939 znajdował się w Warszawie. Od grudnia 1939 r. współtworzył w konspiracji organizację zawodową polskich kolejarzy. Od 1940 działał w Polskiej Partii Socjalistycznej – Wolność, Równość, Niepodległość. Aresztowany został 16 listopada 1941 r. i osadzony w więzieniu na Radogoszczu w Łodzi, stąd 22 września 1942 r. wywieziony do więzienia na Pawiaku w Warszawie, a następnie 17 stycznia 1942 r. do obozu koncentracyjnego na Majdanku k. Lublina, gdzie przebywał do kwietnia 1944. W czasie likwidacji obozu wywieziono go do Groß-Rosen, a stamtąd do Litomierzyc w Czechach. Po uwolnieniu 15 maja 1945 powrócił do Krakowa.

### Działalność polityczna i zawodowa po 1945
Po zakończeniu II wojny światowej podjął pracę w Pierwszym Oddziale Drogowym Dyrekcji Kolei Państwowych w Krakowie. Jednocześnie jako socjalista rozwijał działalność społeczną i polityczną. Został radnym Miejskiej Rady Narodowej w Krakowie, która powołała go na stanowisko przewodniczącego.
15 listopada 1945 premier Rządu Tymczasowego RP powierzył mu pełnienie obowiązków wojewody w Bydgoszczy, gdzie zamieszkał 5 grudnia 1945. Rada Ministrów zatwierdziła jego wybór 7 listopada 1946. Podlegały mu wydziały Urzędu Wojewódzkiego: ogólny, samorządowy, opieki społecznej i od 1947 wydział motoryzacji. Od końca 1945 wchodził w skład Komitetu Honorowego obchodów 600-lecia miasta Bydgoszczy. W latach 1946–1948 był prezesem Aeroklubu Bydgoskiego.
Stanowisko wojewody pomorskiego łączył z aktywną działalnością polityczną w PPS. Od lutego 1946 do lipca 1948 był przewodniczącym Wojewódzkiego Komitetu PPS w Bydgoszczy. Od lipca 1945 do 1947 był członkiem Rady Naczelnej PPS. Następnie wybrano go posłem do Sejmu Ustawodawczego (1947–1952). W 1946 został odznaczony Krzyżem Komandorskim Orderu Odrodzenia Polski.
Jako działacz PPS opowiadał się za całkowitą samodzielnością partii i był przeciwny jej połączeniu z PPR. To sprawiło, że od 1947 był coraz częściej atakowany przez działaczy PPR i zwolenników nurtu jednolitofrontowego we własnej partii. Negatywny stosunek do PPR przekreślił jego dalszą karierę polityczną i zawodową. 6 kwietnia 1948 uchwałą Rady Ministrów został odwołany ze stanowiska wojewody pomorskiego, 23 kwietnia ustąpił z Rady Naczelnej PPS, a 7 października 1948 usunięto go z partii za działalność prawicową, oportunistyczną i nacjonalistyczną.
W połowie lat 50. XX w. pracował w Jastrzębiu Zdroju, a następnie przeszedł na emeryturę. 7 listopada 1956 Komisja Komitetu Centralnego PZPR do spraw działaczy Polskiej Partii Socjalistycznej rozpatrzyła sprawę jego usunięcia z PPS i zgłosiła wniosek o przywrócenie mu prawa członka partii z zaliczeniem stażu w ruchu politycznym. Przywrócono mu prawa członka partii.
Zmarł 8 lutego 1970 w Warszawie. Został pochowany na Cmentarzu Komunalnym (d. wojskowy) na Powązkach (kwatera A32-2-11). Był żonaty z Marią Małek z Podłęża a później z Henryką z Kołakowskich (ślub w Toruniu 1947).